# 202605 Shenchunshan
202605 Shenchunshan è un asteroide della fascia principale. Scoperto nel 2006, presenta un'orbita caratterizzata da un semiasse maggiore pari a 3,1064785 UA e da un'eccentricità di 0,1922116, inclinata di 4,34970° rispetto all'eclittica.